# 弗里德里希·多尔曼
弗里德里希·卡爾·阿爾貝特·多尔曼（德語：Friedrich Karl Albert Dollmann，1882年2月2日—1944年6月28日）第二次世界大战期间德国大将，曾指挥第7军参与法国战役和盟军入侵诺曼底，1944年6月因作战失利被希特勒解职，后去世，死因仍存争议。